# Mohammed Ali Hammadi
Mohammed Ali Hammadi (arabe : محمد علي حمادي), né le 13 juin 1964, mort le 19 juin 2010, est un libanais membre du Hezbollah accusé et emprisonné pour avoir détourné un avion en 1985 (vol TWA 847). Il est également le meurtrier d'un soldat américain, Robert Stethem.
En 1987, les forces policières allemandes l'ont arrêté alors qu'il tentait de passer en fraude des explosifs liquides. 
À la conclusion de son procès, il est accusé de meurtre, de détournement d'avion, d'enlèvement et d'importation illégale d'explosifs, ce qui lui vaut une sentence d'emprisonnement à vie. 
En décembre 2005, il est libéré sur parole, après 19 années de prison. Cette libération a jeté un froid entre les gouvernements allemand et américain, lequel souhaite son extradition depuis le Liban.
Ses complices Hassan Izz-Al-Din (en) et Ali Atwa (en) sont toujours en liberté. Un autre, Imad Mugniyah, est mort dans une explosion mystérieuse en 2008.

## Sources
1. ↑  (en) Associated Press, « Germany paroles terrorist after 19-year term », MSNBC, 20 décembre 2005.
2. ↑  (en) « US 'seeks justice' for hijacker », BBC, 20 décembre 2005.